# Asphodelus macrocarpus
Asphodelus macrocarpus é uma espécie de planta com flor pertencente à família Liliaceae. 
A autoridade científica da espécie é Parl., tendo sido publicada em Flora Italica 2: 604. 1857.

## Portugal
Trata-se de uma espécie presente no território português, nomeadamente os seguintes táxones infraespecíficos:
- Asphodelus macrocarpus var. arrondeaui - presente em Portugal Continental. Em termos de naturalidade é nativa da região atrás referida. Não se encontra protegida por legislação portuguesa ou da Comunidade Europeia.
- Asphodelus macrocarpus var. macrocarpus - presente em Portugal Continental. Em termos de naturalidade é nativa da região atrás referida. Não se encontra protegida por legislação portuguesa ou da Comunidade Europeia.